# Campionato asiatico femminile di pallacanestro 1988
Il 12º Campionato Asiatico Femminile di Pallacanestro FIBA (noto anche come FIBA Asia Championship for Women 1988) si è svolto a Hong Kong dal 9 al 18 ottobre 1988.
I Campionati asiatici femminili di pallacanestro sono una manifestazione biennale tra le squadre nazionali organizzato dalla FIBA Asia.

## Squadre partecipanti
- Corea del Sud
- Giappone
- Taiwan
- Thailandia
- Malaysia
- Cina
- Hong Kong
- Singapore
- India

## Risultati
| Squadra       | Partite giocate | Vinte | Perse | Punti fatti | Punti subiti | Differenza | Punti |
| ------------- | --------------- | ----- | ----- | ----------- | ------------ | ---------- | ----- |
| Corea del Sud | 8               | 8     | 0     | 922         | 364          | +558       | 16    |
| Cina          | 8               | 7     | 1     | 893         | 326          | +567       | 15    |
| Taipei cinese | 8               | 6     | 2     | 778         | 528          | +250       | 14    |
| Giappone      | 8               | 5     | 3     | 726         | 476          | +250       | 13    |
| Malaysia      | 8               | 4     | 4     | 497         | 729          | −232       | 12    |
| Hong Kong     | 8               | 3     | 5     | 410         | 788          | −378       | 11    |
| Thailandia    | 8               | 2     | 6     | 507         | 727          | −220       | 10    |
| India         | 8               | 1     | 7     | 444         | 736          | −292       | 9     |
| Singapore     | 8               | 0     | 8     | 336         | 839          | −503       | 8     |

## Classifica finale
| Posizione | Squadra       | Vinte/Perse |
| --------- | ------------- | ----------- |
| Oro       | Corea del Sud | 8-0         |
| Argento   | Cina          | 7-1         |
| Bronzo    | Taipei cinese | 6-2         |
| 4         | Giappone      | 5-3         |
| 5         | Malaysia      | 4-4         |
| 6         | Hong Kong     | 3-5         |
| 7         | Thailandia    | 2-6         |
| 8         | India         | 1-7         |
| 9         | Singapore     | 0-8         |

## Campione d'Asia
| Campione d'Asia | Campione d'Asia | Campione d'Asia | Campione d'Asia |
| --------------- | --------------- | --------------- | --------------- |
| Corea del Sud   |                 |                 |                 |